# A4 (Kroatië)
De A4 is een snelweg gelegen in het noordoosten van Kroatië. De weg loopt vanaf Goričan aan de grens met Hongarije, via Čakovec en Varaždin naar de hoofdstad Zagreb. De weg wordt daarom ook wel Varaždin-snelweg genoemd. Het traject dat deel uitmaakt van de Europese weg E71 is in totaal 96,8 kilometer lang en is volledig voltooid. Bij de grens met Hongarije moet de weg gaan aansluiten op de Hongaarse snelweg M7 en daarmee een snelle verbinding vormen tussen Zagreb en de Hongaarse hoofdstad Boedapest. Op het traject dienen weggebruikers wel tol te betalen. Bij het toekomstige knooppunt Svena Helena passeert deze snelweg in de toekomst de A12.
A1 · A2 · A3 · A4 · A5 · A6 · A7 · A8 · A9 · A10 · A11 · A12 · A13